# Dornig
Dornig je priimek v Sloveniji, ki ga je po podatkih Statističnega urada Republike Slovenije na dan 1. januarja 2010 uporabljalo 17 oseb in je med vsemi priimki po pogostosti uporabe uvrščen na 14.193. mesto.

## Znani nosilci priimka
- Bojana Dornig (*1960), alpska smučarka
- Josip (Josef) Dornig, fotograf (Kočevje)
- Jožef Dornig (1850—1913), zdravnik
- Ludvik Dornig (1930/1?—1996), alpski smučar
- Zala Dornig (*1998), ritmična gimnastičarka

## Glej še
- priimek Dornik